# Nant d'Avril
Le Nant d'Avril est un ruisseau du canton de Genève, prenant sa source à la frontière avec le département de l'Ain, et traversant les communes de Meyrin puis de Satigny pour se jeter dans le Rhône.

## Parcours
Le Nant d'Avril prend sa source à la frontière franco-suisse, à la limite de Prévessin-Moëns (France) et de Meyrin (Suisse) et suit cette frontière, à l'air libre, sur environ 500 m. Puis son cours est canalisé dans une galerie souterraine de 2 m de hauteur et 7 m de large avec une pente très faible, et ce sur une longueur d'environ 3 km, pour traverser Meyrin et pénétrer sur Satigny. Il retrouve enfin l'air libre dans la région du Château des Bois, sur la commune de Satigny, et a conservé son cours naturel sur ses deux derniers kilomètres, avant de rejoindre le Rhône dans le Bras de Peney par une vallée relativement encaissée.

## Étymologie
"Nant" est un hydronyme d'origine gauloise : nanto (ruisseau, torrent), très fréquent dans les Alpes où il est encore utilisé comme nom commun. À Genève, c’était un ravin boisé au fond duquel coule un petit ruisseau.

## Histoire
Entre le début du XIXe siècle et la fin du XXe siècle, le cours du Nant d'Avril est fortement modifié par plusieurs canalisations et un enterrement partiel. Ces travaux sont rendus nécessaire par l'augmentation du débit dû à la fois à l’urbanisation de son bassin versant ainsi qu'à l’extension des surfaces viticoles.
Dès 1921, les marais bordant le Nant d'Avril sont progressivement drainés et asséchés jusqu'en 1945. Parallèlement, en 1944, la construction du barrage de Verbois impose un réaménagement du Bras de Peney. En 1955, le ruisseau est canalisé pour éviter les débordements et inondations dans la cité de Meyrin puis le long de la route du Mandement dès l'année suivante et jusqu'en 1967. Cette même année, le Conseil d'État accorde au CERN l’autorisation de déverser des eaux de refroidissement dans le Nant d’Avril.
En 1963, une station d’épuration est mise en fonction sur le cours du ruisseau. Elle est par la suite étendue et rénovée en 1982. En 2003, un projet d'extension supplémentaire est annoncé, provoquant la création d'une association de quartier opposée à cette nouvelle construction.
La ville de Meyrin lance en 2007 un vaste projet d'assainissement des collecteurs d'eaux en divisant le réseau actuel en deux réseaux séparés : l'un pour les eaux usées, l'autre pour l'eau pluviale qui rejoint le Nant d'Avril en transitant par le futur lac artificiel des Vernes dont le rôle est également de prévenir les crues du nant lors de précipitations importantes. En septembre 2013, le Conseil Municipal de Meyrin a voté l'achat des terrains nécessaires à la réalisation du lac des Vernes, situé entre le quartier de Champs-Fréchets, et du nouveau futur quartier des Vergers. Le projet est devisé à 7 millions de francs suisse.
Dans les environs du cours du ruisseau, plusieurs établissements sont nommés en son honneur, en particulier une route, un restaurant, une résidence pour personnes âgées et une station d'épuration.

## Affluents
À l’exception du premier, situé sur la commune de Meyrin, les affluents du Nant d’Avril, tous privés, se trouvent sur le territoire de la commune de Satigny.
| Nom                             | Nom                             | Nom                             | Nom                             | Longueur | Bassin versant | Source                           | Confluence                           | Commentaires                                     |
| ------------------------------- | ------------------------------- | ------------------------------- | ------------------------------- | -------- | -------------- | -------------------------------- | ------------------------------------ | ------------------------------------------------ |
| 1. Nant de la Maille            | 1. Nant de la Maille            | 1. Nant de la Maille            | 1. Nant de la Maille            | 1,413 km |                | 46° 14′ 45″ nord, 6° 03′ 48″ est | 46° 14′ 11″ nord, 6° 04′ 17″ est (D) | Marque la frontière franco-suisse sur 540 mètres |
| 2. Ruisseau des Champs Rions    | 2. Ruisseau des Champs Rions    | 2. Ruisseau des Champs Rions    | 2. Ruisseau des Champs Rions    | 0,209 km |                | 46° 12′ 54″ nord, 6° 02′ 25″ est | 46° 12′ 48″ nord, 6° 02′ 30″ est (D) |                                                  |
| 3. Nant du Château-des-Bois     | 3. Nant du Château-des-Bois     | 3. Nant du Château-des-Bois     | 3. Nant du Château-des-Bois     | 0,329 km |                | 46° 12′ 42″ nord, 6° 02′ 39″ est | 46° 12′ 40″ nord, 6° 02′ 25″ est (G) |                                                  |
| 4. Ruisseau de Pré-Gentil       | 4. Ruisseau de Pré-Gentil       | 4. Ruisseau de Pré-Gentil       | 4. Ruisseau de Pré-Gentil       | 0,610 km |                | 46° 12′ 53″ nord, 6° 02′ 02″ est | 46° 12′ 39″ nord, 6° 02′ 23″ est (D) |                                                  |
| 5. Ruisseau du Stand            | 5. Ruisseau du Stand            | 5. Ruisseau du Stand            | 5. Ruisseau du Stand            | 0,154 km |                | 46° 12′ 27″ nord, 6° 02′ 16″ est | 46° 12′ 25″ nord, 6° 02′ 22″ est (D) |                                                  |
| 6. Nant de la Râpe              | 6. Nant de la Râpe              | 6. Nant de la Râpe              | 6. Nant de la Râpe              | 0,556 km |                | 46° 12′ 17″ nord, 6° 02′ 06″ est | 46° 12′ 17″ nord, 6° 02′ 28″ est (D) |                                                  |
| 7. Ruisseau du Bois de Merdisel | 7. Ruisseau du Bois de Merdisel | 7. Ruisseau du Bois de Merdisel | 7. Ruisseau du Bois de Merdisel | 1,062 km |                | 46° 12′ 36″ nord, 6° 02′ 59″ est | 46° 12′ 15″ nord, 6° 02′ 29″ est (G) |                                                  |
|                                 | Ru Bicond                       | Ru Bicond                       | Ru Bicond                       | 0,09 km  |                |                                  |                                      |                                                  |
| 8. Nant des Fontaines           | 8. Nant des Fontaines           | 8. Nant des Fontaines           | 8. Nant des Fontaines           | 0,840 km |                | 46° 12′ 08″ nord, 6° 01′ 55″ est | 46° 12′ 10″ nord, 6° 02′ 31″ est (D) |                                                  |